# Quattro
 Це стаття про систему повного приводу компанії Audi. Про однойменний автомобіль Audi див. Audi Quattro. Про дочірну компанію Audi см. Quattro GmbH.

Логотип quattro

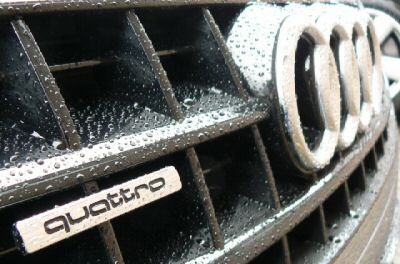
Логотип quattro на передній решітці радіатора автомобіля Audi

Quattro (італ. чотири) — назва, що використовується компанією AUDI AG для позначення технологій, або систем постійного повного приводу (AWD), застосовуваних у конструкції тих чи інших автомобілів Audi.
Слово quattro є зареєстрованим товарним знаком компанії AUDI AG (дочірнє підприємство німецького автомобільного концерну Volkswagen Group). 
Система quattro була вперше застосована в 1980 році в конструкції автомобіля Audi Quattro з постійним повним приводом (сьогодні цей автомобіль відомий також як Ur-Quattro; «Ur-» - нім. «древній», «пра-»). Надалі термін quattro застосовувався до всіх повнопривідних моделей Audi. З термінологічних причин, пов'язаних з існуванням товарного знака, назва системи повного приводу quattro пишеться з малої літери, щоб віддати данину поваги до першої моделі.
Решта компаній у складі Volkswagen Group застосовують для позначення повнопривідних автомобілів інші товарні знаки (для автомобілів марки Volkswagen споконвічно застосовувалося позначення syncro, нещодавно відступила місце товарному знаку 4motion; в компанії Škoda повнопривідні автомобілі позначають, додаючи до назви моделі «4×4»; в SEAT обмежуються цифрою «4»). Жоден з вищеописаних товарних знаків і термінів не визначає тип системи повного приводу.